# Lantau Island
Lantau Island, auch Lantao Island, (chinesisch 大嶼山 / 大屿山, Pinyin Dàyǔ Shān, W.-G. Tai Yue Shan, Jyutping Daai6jue4 Saan1 – „Großer Inselberg“) ist die größte der 263 Inseln Hongkongs und Teil der vorgelagerten Wanshan-Inseln, auch Ladrone-Inseln genannt, an der Perlflussmündung. Der Name Lantau Island leitet sich vom umgangssprachlichen Namen der Lokalbevölkerung für den dortigen „Berg mit der zerklüfteten Spitze“ ab, der Lantau Peak (爛頭山 / 烂头山,  Làntóu Shān,  Lan T’ao Shan, Jyutping Laan6tau4 Saan1, englisch Ragged Peak – „zerklüftete Bergspitze“), welche durch sprachliche Missverständnisse als offizielle amtliche Bezeichnung ins Englische übernommen wurde.
Die Insel Lantau befindet sich gegenüber der Mündung des Perlflusses und hat eine Größe von 146,38 km² bei einer Bevölkerung von über 100.000 Einwohnern. Verwaltungsmäßig gehört sie zum Islands District sowie zu einem kleinen Teil im Nordosten zum Distrikt Tsuen Wan. Auf der Nordseite liegt Tung Chung, der größte Ort mit hoher Wohndichte auf Lantau. Südwestlich davon liegt der Ort Tai O, ein historisches Fischerdorf mit Pfahlhütten am Wasser und geringer Siedlungsdichte. Auf der Südseite der Insel befinden sich der Ort Discovery Bay und andere historische Siedlungsorte mit geringer Wohndichte wie Mui Wo, Pui O, Cheung Sha und andere kleine Dörfer bzw. kleine Feriensiedlungen entlang der Küste.

## Geschichte
Bei Ausgrabungen im Südwesten fand man Spuren menschlichen Lebens aus der Jungsteinzeit und der Bronzezeit.
Im Jahr 1276 floh der Hof der Song-Dynastie nach Guangdong vor dem Einfall der Mongolen, wobei sie König Gong Di zurückließen.
Wie auch die Insel Cheung Chau (長洲 – „Lange Flussinsel“) diente die Insel Lantau früher als Basis für Piraten und Schmuggler.
Lantau und Tuen Mun waren die ersten Handelsplätze der Europäer im Perlflussgebiet; es wurde durch portugiesische Händler in den 1510er Jahren aufgebaut, jedoch bereits um 1517 aufgrund eines Angriffes chinesischer Truppen wieder aufgegeben (vgl. Fernao Pires de Andrade). Einige Jahre ließen sich britische Händler hier nieder. In Mui Wo wurde noch bis ins 19. Jahrhundert Silber geschürft.
Lantau ist eine bergige Insel mit 26 kartografisch erfassten Erhebungen. Der Berg Lantau Peak (爛頭山), amtlich auch Fung Wong Shan (鳳凰山 – „Phönix-Berg“) genannt, stellt mit 934 m die höchste Erhebung der Insel dar. Er ist zudem der zweithöchste Gipfel Hongkongs. Die Insel wird oft auch als „Lunge Hongkongs“ bezeichnet, weil sie noch relativ naturbelassen ist und vor allem einen großen Waldbestand aufweist.
Die Bucht Discovery Bay ist ein privates Gebiet im Nordosten. Hier wohnen seit 1982 in einer Siedlung 14.300 Auswanderer und Expatriates aus über 30 Nationen.

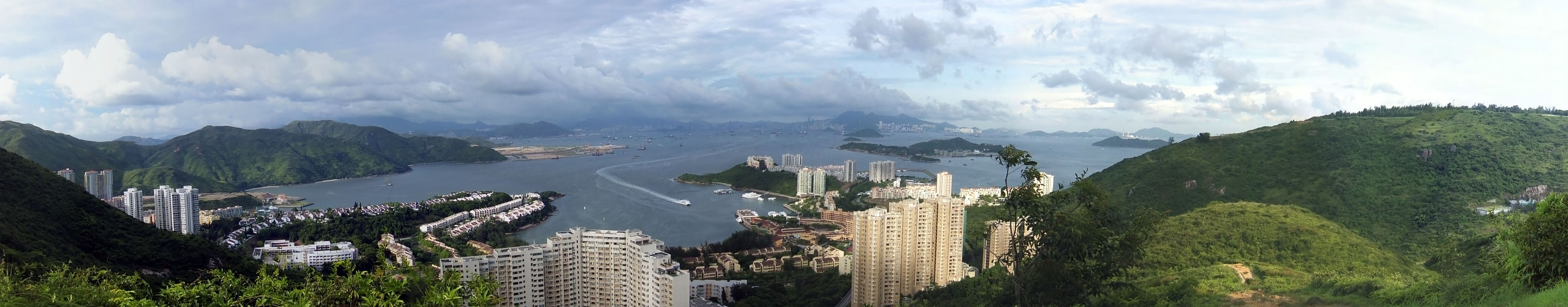
Discovery Bay (2003)

Bis in die 1990er Jahre war die Insel noch sehr ländlich geprägt, weil sie nur per Schiff erreichbar war. Mit dem Bau des 1998 eröffneten Hong Kong International Airport auf einer künstlichen Insel nördlich vor Lantau Island wurde eine Zug- und Straßenanbindung gebaut. 1996 begann das Wohnungsbauprojekt North Lantau New Town, bei dem aus dem Dorf Tung Chung eine Satellitenstadt errichtet wurde.
Im Jahr 2005 wurde das Hong Kong Disneyland eröffnet.

## Sehenswürdigkeiten

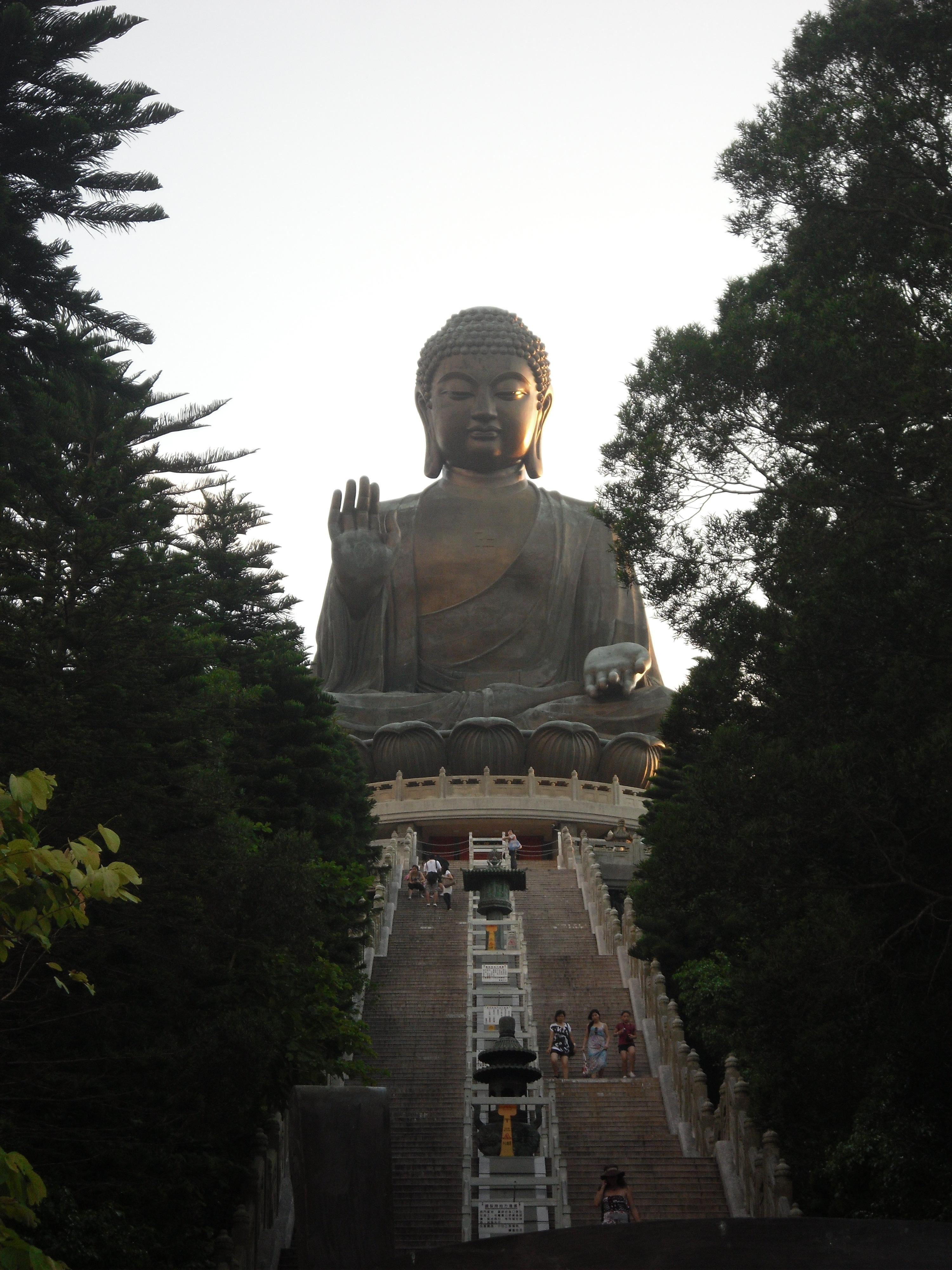
Der Tian Tan Buddha auf Lantau Island (2012)

Das Kloster Po Lin auf dem Ngong-Ping-Plateau, wo sich der Tian Tan Buddha (große Buddhastatue) befindet. Das Plateau ist von der Tung Chung Station der MTR im Norden Lantaus aus mit der Seilbahn Ngong Ping 360 erreichbar.

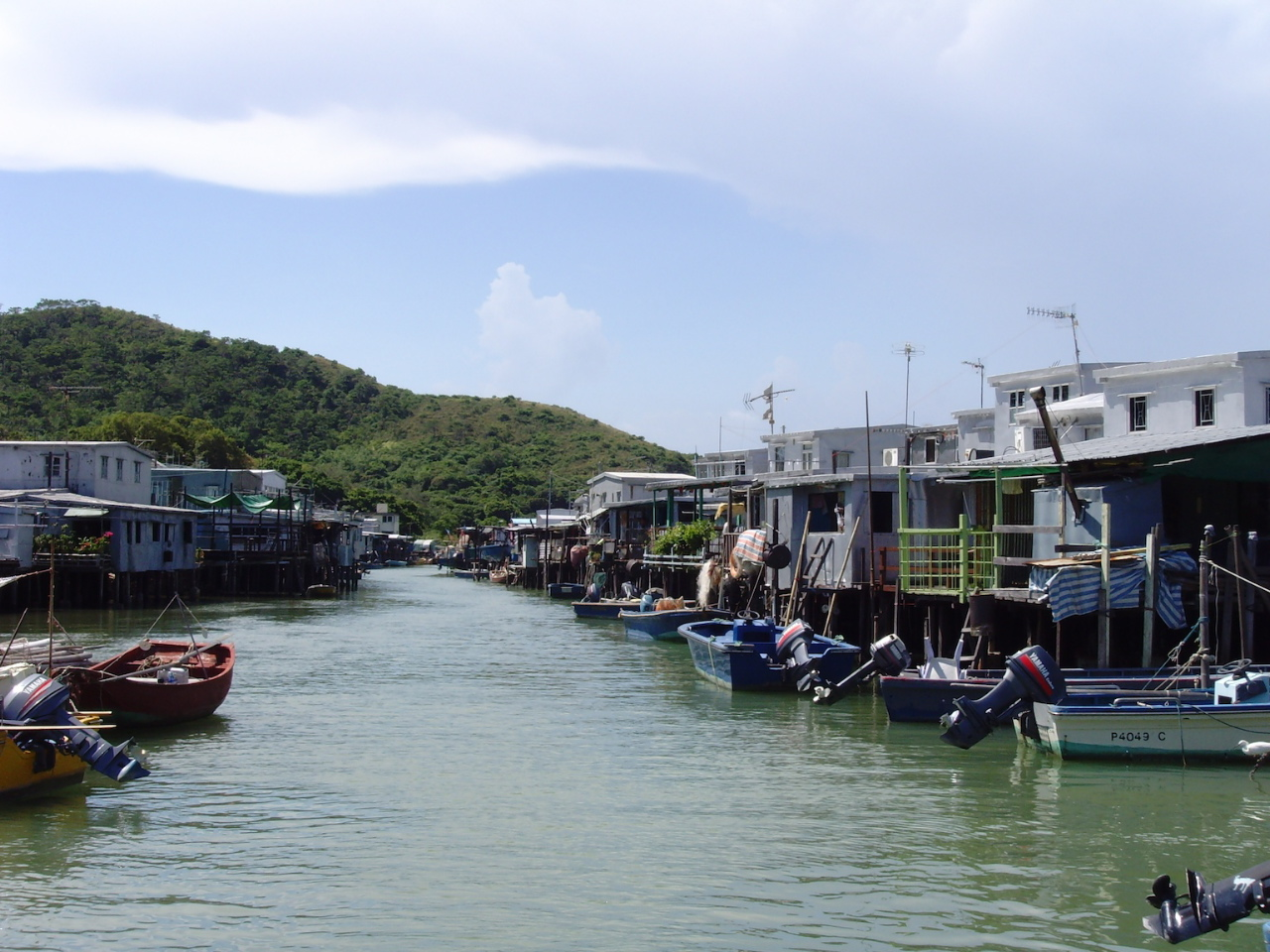
Fischerdorf Tai O (2007)

Der etwa 300 Jahre alte Ort Tai O ist ein Fischerdorf und eine Touristenhochburg im Nordwesten und wird aufgrund seiner Kanäle das „Venedig Hongkongs“ genannt.
Die 1817 erbaute Festung Tung Chung Fort sollte einst den Opiumhandel kontrollieren und die Küste vor Piraten beschützen. Sie wurde im Zweiten Weltkrieg von den Japanern besetzt.
Das Trappisten-Kloster „Trappist Haven“ in Tai Shui Hang befindet sich an der Ostküste zwischen den Orten Mui Wo und Discovery Bay. Das Hong Kong Disneyland befindet sich im Nordosten an der Penny’s Bay und wurde 2005 eröffnet und verfügt über eine eigene Zuganbindung und Fährverbindung.
Über 50 % der Fläche Lantaus besteht aus Naturparks, die auch bewandert werden können. Der längste Wanderweg ist 70 km lang. Der größte Strand ist in Cheung Sha.

## Verkehr
Es gibt regelmäßigen Fährverkehr zwischen Central und Mui Wo im Osten Lantaus, sowie zwischen Central und Discovery Bay. Eine Inter-Islands-Fähre verkehrt zwischen Mui Wo und Chi Ma Wan auf Lantau, und den Inseln Peng Chau und Cheung Chau. Eine weitere Linie fährt von Tai O über Sha Lo Wan und Tung Chung nach Tuen Mun.
Drei MTR-Linien verkehren auf Lantau Island. Die Tung Chung Line verbindet Tung Chung mit Kowloon und Hong Kong Island. Der Airport Express hält lediglich an der Umsteigestation Sunny Bay. Die Disneyland Resort Line ist ein Zubringer zwischen Sunny Bay und dem Hong Kong Disneyland.
Mit der Route 8 ist Lantau an das Hongkonger Autobahnnetz angeschlossen. Die Route 8 führt westwärts über die Ting-Kau-Brücke zum Hong Kong International Airport und ostwärts über den Lantau Link nach Ma Wan und Tsing Yi. Mehrere Buslinien erschließen die Ortschaften auf Lantau Island.